# Yin Chang

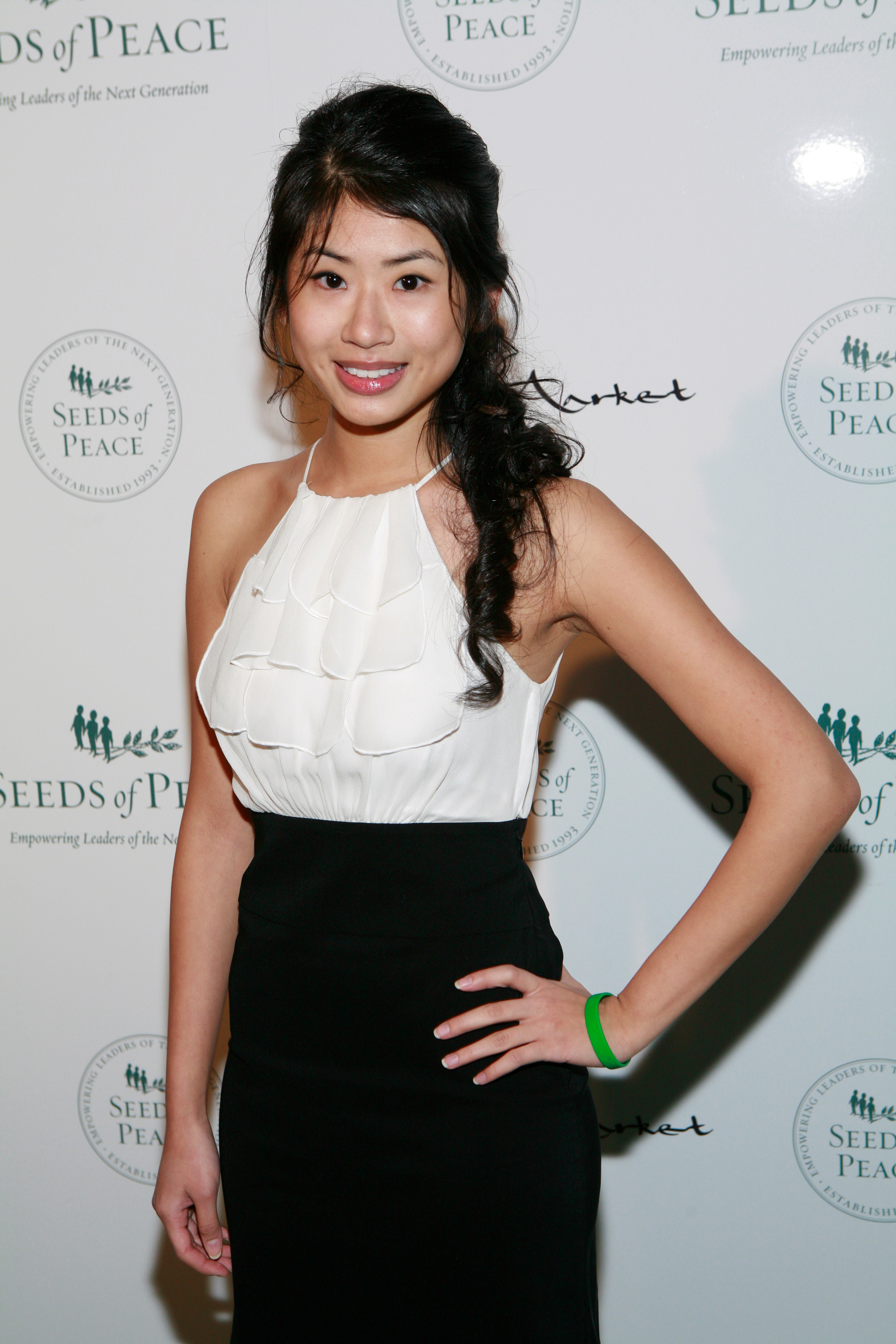
Yin Chang (2009)

Yin Chang (* 23. April 1989 in New York City) ist eine US-amerikanische Schauspielerin.
Yin Chang wurde in New York City geboren, wo sie als älteste von drei Töchtern aufwuchs. Ihre Mutter stammt aus Malaysia und ihr Vater aus Taiwan.
Chang gab ihr Debüt als Schauspielerin im Jahr 2006, als sie in zwei Folgen der Serie Six Degrees auftrat. Es folgten Auftritte in verschiedenen Fernsehserien und Filmproduktionen. In den Jahren 2008 bis 2012 war sie in der wiederkehrenden Rolle der Nelly Yuki in der Serie Gossip Girl zu sehen.

## Filmografie (Auswahl)
- 2006: Six Degrees (Fernsehserie, 2 Episoden)
- 2007: Law & Order: Special Victims Unit (Fernsehserie, Episode 8x12)
- 2007: Criminal Intent – Verbrechen im Visier (Fernsehserie, Episode 7x08)
- 2008–2012: Gossip Girl (Fernsehserie, 18 Episoden)
- 2011: The Bling Ring (Fernsehfilm)
- 2011: Love Bites (Fernsehserie, Episode 1x06)
- 2011: Prom – Die Nacht deines Lebens (Prom)
- 2011: Weekends at Bellevue (Fernsehfilm)
- 2014: Mom and Dad Undergrads (Fernsehfilm)
- 2014: The Dead Diaries (Fernsehserie, Episode 1x04)
- 2021–2022: Gossip Girl  (Fernsehserie, 2 Episoden)